# Mike, de kip zonder kop
Mike, de kip zonder kop (Engels: Mike the Headless Chicken of Miracle Mike) (april 1945 – maart 1947) was een wyandotte-haan die na zijn onthoofding nog achttien maanden leefde.
Op 10 september 1945 trachtte Mikes eigenaar Lloyd Olsen uit Fruita (Colorado) hem te onthoofden maar slaagde hier niet geheel in. Eén oor en het grootste deel van de hersenstam bleven intact, waardoor Mike de ingreep overleefde. Het is bekend dat kippen na te zijn onthoofd nog een tijdje rondlopen. Mike bleef echter daadwerkelijk verder leven. Zijn kop overigens niet, die werd opgegeten door een kat.
Olsen bleef voor Mike zorgen en voerde hem, met behulp van een pipet, melk en water. Mike kreeg ook graankorrels in zijn slokdarm ingebracht. Olsen besloot een slaatje uit de situatie te slaan en toerde met Mike langs de westkust van de Verenigde Staten. Voor 25 cent was dit wonder der natuur te bezichtigen. "Miracle Mike" was een instant-beroemdheid en bracht op het hoogtepunt van zijn populariteit zo'n 4500 dollar per maand op – destijds een grote som geld. Hij leek gezond en tevreden te zijn en groeide als kool. Uiteindelijk stierf hij echter toch aan de gevolgen van de onthoofding, hij stikte in zijn eigen slijm.
Op 17 mei 1999 werd in Fruita de eerste Mike the Headless Chicken Day gehouden ter ere van zijn beroemdste inwoner.